# Ivar Genesjö
Kurt Ivar Lennart Genesjö, född 24 januari 1931 i Södra Sandsjö församling, Kronobergs län, död 15 juli 2020 i Ystads distrikt, Skåne län, var en svensk fäktare. Han tävlade för Stockholmspolisens IF och Föreningen för fäktkonstens främjande.
Genesjö tävlade i värja för Sverige vid olympiska sommarspelen 1964 i Tokyo. I lagtävlingen i värja var han med i Sveriges lag som slutade på fjärde plats efter förlust i bronsmatchen mot Frankrike. I Sveriges lag ingick även Göran Abrahamsson, Hans Lagerwall, Orvar Lindwall och Carl-Wilhelm Engdahl.
Han deltog i världsmästerskapen i fäktning 1959, 1961, 1962 och 1963. Genesjö deltog även i lagtävlan 1959, 1961, 1962 och 1963, där Sverige tog silver 1962 samt brons 1961.
Han tog SM-guld i värja 1964. Genesjö tog SM-guld i lagvärja 1959 och 1960 tävlande för Stockholmspolisens IF samt 1964, 1965 och 1967 tävlande för Föreningen för fäktkonstens främjande.